# Liste ehemals elektrifizierter Eisenbahnstrecken
Die Liste ehemals elektrifizierter Eisenbahnstrecken enthält Eisenbahnstrecken, die elektrisch betrieben wurden und danach auf andere Antriebsmittel umgestellt oder direkt stillgelegt wurden.  Diese Liste ist nicht vollständig.

## Europa

### Deutschland
| Abschnitt                                                  | Spur- weite mm | Länge km | erbaut Jahr | Stromsystem                                      | elek- trifiziert (Jahr) | entelek- trifiziert (Jahr) | Strecke wurde              | Bahnstrecke                                  | Bemerkung                                                                             |
| ---------------------------------------------------------- | -------------- | -------- | ----------- | ------------------------------------------------ | ----------------------- | -------------------------- | -------------------------- | -------------------------------------------- | ------------------------------------------------------------------------------------- |
| Baden-Württemberg                                          |                |          |             |                                                  |                         |                            |                            |                                              |                                                                                       |
| Meckenbeuren–Tettnang                                      | 1435           | 4,2      | 1895        | 650 V =                                          | 1895                    | 1962                       | 1995 komplett stillgelegt  | Lokalbahn Meckenbeuren–Tettnang              |                                                                                       |
| Oos (Baden-Baden)–Baden-Baden                              | 1435           | 4,3      | 1845        | 15 kV 16 2/3 Hz ~                                | 1958                    | 1977                       | 1977 komplett stillgelegt  | Bahnstrecke Baden-Oos–Baden-Baden            |                                                                                       |
| Schopfheim–Bad Säckingen                                   | 1435           | 19,7     | 1913        | 15 kV 16 2/3 Hz ~                                | 1913                    | 1977                       | 1990 komplett stillgelegt  | Wehratalbahn                                 | Mittel- bis langfristige Wiederinbetriebnahme in der politischen Diskussion           |
| Geislingen (Steige)–Stauferstolln                          | 1435           | ?        | 1903        | 15 kV 16 2/3 Hz ~                                | 1937                    | ?                          | 2000 komplett stillgelegt  | Bahnstrecke Geislingen (Steige)–Wiesensteig  |                                                                                       |
| Wiesloch-Walldorf–Wiesloch Oberstadt/Heilsanstalt          | 1435           | 3,8      | 1901        | Gleichstrom                                      | 1901                    | 1955                       | komplett abgebaut          | Wiesloch–Meckesheim                          |                                                                                       |
| Müllheim–Badenweiler                                       | 1000           | 7,6      | 1896        | 1000 V =                                         | 1914                    | 1955                       | komplett abgebaut          | Müllheim-Badenweiler Eisenbahn               |                                                                                       |
| Pforzheim Brötzingen–Ittersbach                            | 1000           | 16,2     | 1900        | 1200 V =                                         | 1931                    | 1968                       | komplett abgebaut          | Kleinbahn Pforzheim–Ittersbach               |                                                                                       |
| Seckenheim–Neckarhausen–Edingen                            | 1000           | 6,6      | 1891        | 1200 V =                                         | 1928                    | 1969                       | komplett abgebaut          | Mannheim–Heidelberg                          |                                                                                       |
| Karlsruhe Kühler Krug–Mörsch–Durmersheim                   | 1000           | 11,0     | 1890        | Gleichstrom                                      | 1929                    | 1936/37                    | komplett abgebaut          | Karlsruher Lokalbahn                         |                                                                                       |
| Bayern                                                     |                |          |             |                                                  |                         |                            |                            |                                              |                                                                                       |
| Bad Aibling–Feilnbach                                      | 1435           | 12,1     | 1897        | 550 V = 15 kV 16 2/3 Hz ~                        | 1897                    | 1972                       | 1973 komplett stillgelegt  | Lokalbahn Bad Aibling–Feilnbach              | 1959 Stromsystemwechsel                                                               |
| Weilheim–Peißenberg                                        | 1435           | 8,9      | 1866        | 15 kV 16 2/3 Hz ~                                | 1925                    | 1983                       | verdieselt                 | Bahnstrecke Weilheim–Peißenberg              | Schließung des Bergwerks Peißenberg, Güterzüge eingestellt                            |
| Türkheim–Bad Wörishofen                                    | 1435           | 5,2      | 1896        | 550 V =                                          | 1896                    | 1939                       |                            | Bahnstrecke Türkheim–Bad Wörishofen          | Abbau auf Betreiben der Luftwaffe (angebliche Störung des nahe gelegenen Flugplatzes) |
| Freilassing–Bad Reichenhall                                | 1435           | 14,9     |             |                                                  | 1914 1916               | 1914 in Betrieb            |                            | Bahnstrecke Freilassing–Bad Reichenhall      | 1916 wieder elektrifiziert                                                            |
| Bad Reichenhall–Berchtesgaden                              | 1435           | 19,1     |             |                                                  | 1914 1916               | 1914 in Betrieb            |                            | Bahnstrecke Bad Reichenhall–Berchtesgaden    | 1916 wieder elektrifiziert                                                            |
| Berchtesgaden Königsseer Bf – Königssee                    | 1435           | 4,3      | 1909        | bis 1942: 1000 Volt = ab 1942: 15 kV 16 2⁄3 Hz ~ | 1909                    | 1965                       | 1965 komplett stillgelegt  | Königsseebahn                                |                                                                                       |
| Berchtesgaden Hbf – Au bei Berchtesgaden                   | 1435           | 4,8      | 1907        | 1000 Volt =                                      | 1908                    | 1942                       | auf Akkubetrieb umgestellt | Bahnstrecke Berchtesgaden–Hangender Stein    |                                                                                       |
| München-Thalkirchen–Großhesselohe Isartalbahnhof           | 1435           | 3,5      | 1891        | 750 V = 15 kV 16 2/3 Hz ~                        | 1900                    | 1970                       | 1989 komplett stillgelegt  | Isartalbahn                                  | 1955 Stromsystemwechsel                                                               |
| Berlin                                                     |                |          |             |                                                  |                         |                            |                            |                                              |                                                                                       |
| Marienfelde–(Zossen)                                       | 1435           | 23,0     | 1875        | 10 kV ∆                                          | 1902                    | 1903                       |                            | Königlich Preußische Militär-Eisenbahn       | zu Testzwecken elektrifiziert                                                         |
| Niederschöneweide-Johannisthal–Spindlersfeld               | 1435           | 4,1      | 1891        | 6 kV 25 Hz ~                                     | 1903 1929               | 1906 in Betrieb            |                            | Zweigbahn Schöneweide–Spindlersfeld          | zu Testzwecken elektrifiziert; 1929 wieder elektrifiziert                             |
| Wannseebahnhof–Zehlendorf                                  | 1435           | 12,0     | 1891        | 750 V =                                          | 1900                    | 1902                       |                            | Wannseebahn                                  | zu Testzwecken elektrifiziert                                                         |
| Johannesstift–Nieder Neuendorf                             | 1435           | 5,5      |             | 600 V =                                          | 1929                    | 1952                       |                            | Spandau-West–Hennigsdorfer Kleinbahn         | Linie 120 der Berliner Straßenbahn                                                    |
| Brandenburg                                                |                |          |             |                                                  |                         |                            |                            |                                              |                                                                                       |
| Albrechtshof–Falkensee                                     | 1435           | 3,2      | 1846        | 800 V = 15 kV 16,7 Hz ~                          | 1951 1983               | 1961 in Betrieb            |                            | Berlin-Hamburger Bahn                        | 1983 wieder elektrifiziert                                                            |
| Griebnitzsee–Potsdam Stadt                                 | 1435           | 4,6      | 1891        | 800 V =                                          | 1928 1992               | 1961 in Betrieb            |                            | Bahnstrecke Berlin–Magdeburg                 | 1992 wieder elektrifiziert                                                            |
| Hennigsdorf–Velten                                         | 1435           | 6,2      | 1893        | 800 V = 15 kV 16,7 Hz ~                          | 1927                    | 1998                       |                            | Kremmener Bahn                               | 1983 Systemwechsel                                                                    |
| Mahlow–Rangsdorf                                           | 1435           | 7,5      | 1875        | 800 V = 15 kV 16,7 Hz ~                          | 1943 1982/92            | 1961 in Betrieb            |                            | Bahnstrecke Berlin–Dresden                   | 1982/92 wieder elektrifiziert                                                         |
| (Marienfelde)–Zossen                                       | 1435           | 23,0     | 1875        | 10 kV ∆                                          | 1902                    | 1903                       |                            | Königlich Preußische Militär-Eisenbahn       | zu Testzwecken elektrifiziert                                                         |
| Müncheberg–Buckow                                          | 1435           | 4,9      | 1897        | 600 V =                                          | 1930 2002               | 1993 in Betrieb            |                            | Buckower Kleinbahn                           | 2002 wieder elektrifiziert                                                            |
| Berlin-Wannsee–Stahnsdorf                                  | 1435           | 4,3      | 1913        | 800 V =                                          | 1928                    | 1961                       |                            | Friedhofsbahn                                | Durch Mauerbau unterbrochen                                                           |
| Hamburg                                                    |                |          |             |                                                  |                         |                            |                            |                                              |                                                                                       |
| Hamburg Altona - Hafen                                     | 1435           | 0,4      | 1876        | 6,3 kV 25 ~                                      | 1911                    | 1954                       |                            | Schellfischtunnel                            |                                                                                       |
| Mecklenburg-Vorpommern                                     |                |          |             |                                                  |                         |                            |                            |                                              |                                                                                       |
| Warnemünde–Markgrafenheide                                 | 1000           | 4,7      | 1910        |                                                  | 1945                    | 1945                       |                            | Strandbahn Warnemünde–Markgrafenheide        |                                                                                       |
| Velgast–Barth                                              | 1435           | 11,4     | 1910        | 15 kV 16 2/3 Hz ~                                | 1991                    | 2005                       |                            | Darßbahn                                     |                                                                                       |
| Zinnowitz–Peenemünde                                       | 1435           | 12,8     | 1937        | 1200 V =                                         | 1943                    | 1946                       |                            | Bahnstrecke Zinnowitz–Peenemünde             |                                                                                       |
| Züssow–Wolgast                                             | 1435           | 17,9     | 1863        | 15 kV 16 2/3 Hz ~                                | 1989                    | 1999                       |                            | Bahnstrecke Züssow–Wolgast Hafen             |                                                                                       |
| Niedersachsen                                              |                |          |             |                                                  |                         |                            |                            |                                              |                                                                                       |
| Bomlitz–Cordingen                                          | 1435           | 3,6      | 1915        | 600 V =                                          | 1915                    | 1976/79                    |                            | Wolff AG                                     |                                                                                       |
| Oker Ost–Steinfeld                                         | ?              |          | 1919        | 550 V =                                          | 1921                    | 195?                       |                            | Zahnradbahn Metall- und Farbwerke Oker       |                                                                                       |
| Nordrhein-Westfalen                                        |                |          |             |                                                  |                         |                            |                            |                                              |                                                                                       |
| Langenfeld (Rheinland)–Monheim am Rhein–Rheindorf/Baumberg | 1435           |          | 1908        | 800 V =                                          | 1908                    | 1979                       |                            | Bahnen der Stadt Monheim                     |                                                                                       |
| Troisdorf–Niederkassel                                     | 1435           |          | 1914        | 800 V =                                          | 1914                    | 1966                       |                            | Kleinbahn Siegburg–Zündorf                   |                                                                                       |
| Horrem–Quadrath-Ichendorf                                  | 1435           | 2,8      | 1897        | 15 kV 16 2/3 Hz ~                                | 1983                    | 1996                       |                            | Erftbahn                                     |                                                                                       |
| Barmen Toelleturm–Solingen Krahenhöhe                      | 1000           | 15       | 1897        | ?                                                | 1___                    | 19__                       |                            | Ronsdorf-Müngstener Eisenbahn                |                                                                                       |
| Saarland                                                   |                |          |             |                                                  |                         |                            |                            |                                              |                                                                                       |
| Fürstenhausen–Hostenbach                                   | 1435           | 16,2     | 1907        | 15 kV 16,7 Hz ~, 25 kV 50 Hz ~                   | 1963                    | ca. 1992                   |                            | Rosseltalbahn                                | Stromsystem umschaltbar                                                               |
| Völklingen–Hostenbach–Überherrn                            | 1435           | 14       | 1880        | 15 kV 16,7 Hz ~                                  |                         | 1995                       | 2003 stillgelegt           | Bahnstrecke Völklingen–Thionville            |                                                                                       |
| Sachsen                                                    |                |          |             |                                                  |                         |                            |                            |                                              |                                                                                       |
| (Zgorzelec–) Staatsgrenze–Görlitz                          | 1435           | 1,3      | 1847        | 15 kV 16 2/3 Hz ~                                | 1923                    | 1945                       |                            | Bahnstrecke Görlitz - Waldenburg-Dittersbach | Teil des Elektrischen Bahnbetriebs in Schlesien bis 1945                              |
| Schlauroth Rbf–Görlitz                                     | 1435           | 3,9      | 1847        | 15 kV 16 2/3 Hz ~                                | 1924                    | 1945                       |                            | Bahnstrecke Dresden–Görlitz                  | Teil des Elektrischen Bahnbetriebs in Schlesien bis 1945                              |
| Böhlen–Espenhain                                           | 1435           | 9,4      | 1913        | 15 kV 16 2/3 Hz ~                                | 1961                    | 1993                       |                            | Bahnstrecke Böhlen–Espenhain                 |                                                                                       |
| Leipzig–Delitzsch                                          | 1435           |          |             | 15 kV 16 2/3 Hz ~                                | 1914 1921 1958          | 1946                       |                            |                                              | 1921 und 1958 wieder elektrifiziert                                                   |
| Leipzig–Schkeuditz                                         | 1435           |          |             | 15 kV 16 2/3 Hz ~                                | 1922 1958               | 1946                       |                            | Bahnstrecke Magdeburg–Leipzig                | 1958 wieder elektrifiziert                                                            |
| Leipzig-Wahren–Engelsdorf                                  | 1435           | 17,8     | 1906        | 15 kV 16 2/3 Hz ~                                | 1914 1921 1959          | 1946                       |                            | Bahnstrecke Leipzig-Wahren–Engelsdorf        | 1921 und 1959 wieder elektrifiziert                                                   |
| Leipzig–Markranstädt                                       | 1435           |          |             | 15 kV 16 2/3 Hz ~                                | 1942 1964               | 1946                       |                            |                                              | 1964 wieder elektrifiziert                                                            |
| Leipziger Güterring                                        | 1435           |          |             | 15 kV 16 2/3 Hz ~                                | 1922/34 1958/63         | 1946                       |                            |                                              | 1958/63 wieder elektrifiziert                                                         |
| Borsdorf–Beucha                                            | 1435           | 3,5      | 1866        | 15 kV 16 2/3 Hz ~                                | 1989-Sep-23             | 2011                       |                            |                                              |                                                                                       |
| Sachsen-Anhalt                                             |                |          |             |                                                  |                         |                            |                            |                                              |                                                                                       |
| Abzw. Glindenberg–Barleben                                 | 1435           | 2,0      | 1872        | 15 kV 16 2/3 Hz ~                                | 1977                    | 2003                       |                            | Bahnstrecke Oebisfelde–Magdeburg             |                                                                                       |
| Merseburg Süd–Mücheln                                      | 1435           | 17,2     | 1886        | 15 kV 16 2/3 Hz ~                                | 1959                    | 1996                       |                            | Bahnstrecke Merseburg–Querfurt               |                                                                                       |
| Delitzsch–Dessau                                           | 1435           |          |             | 15 kV 16 2/3 Hz ~                                | 1911/13 1921/22 1958    | 1946                       |                            |                                              | 1958 wieder elektrifiziert                                                            |
| Güterglück–Wiesenburg/Mark                                 | 1435           | 33,7     | 1879        | 15 kV 16 2/3 Hz ~                                | 1993                    | 2004                       |                            | Kanonenbahn                                  | stillgelegt                                                                           |
| Schkeuditz–Halle–Magdeburg                                 | 1435           |          |             | 15 kV 16 2/3 Hz ~                                | 1922/34 1955/58         | 1946                       |                            | Bahnstrecke Magdeburg–Leipzig                | 1955/58 wieder elektrifiziert                                                         |
| Markranstädt–Weißenfels                                    | 1435           |          |             | 15 kV 16 2/3 Hz ~                                | 1942 1959/64            | 1946                       |                            |                                              | 1959/64 wieder elektrifiziert                                                         |
| Tollwitz–Bad Dürrenberg                                    | 585            |          | 1836        | 500 V =                                          | 1938                    | 1963                       | abgebaut                   | Tollwitz-Dürrenberger Eisenbahn              |                                                                                       |
| Schleswig-Holstein                                         |                |          |             |                                                  |                         |                            |                            |                                              |                                                                                       |
| Wittdün–Nebel–Norddorf                                     | 900            | 12       | 1901        | 700 V =                                          | 1909                    | 1920                       |                            | Amrumer Inselbahn                            | 1939 komplett stillgelegt                                                             |
| Thüringen                                                  |                |          |             |                                                  |                         |                            |                            |                                              |                                                                                       |
| Schleiz–Saalburg                                           | 1435           | 15,2     | 1930        | 1200 V =                                         | 1930                    | 1969                       |                            | Schleizer Kleinbahn                          | 1996 komplett stillgelegt                                                             |
| Neudietendorf–Arnstadt                                     | 1435           | 11,3     | 1867        | 15 kV 16 2/3 Hz ~                                | 1984                    | 1996                       |                            | Bahnstrecke Neudietendorf–Ritschenhausen     |                                                                                       |
| Weißenfels–Probstzella                                     | 1435           |          |             | 15 kV 16 2/3 Hz ~                                | 1939/41 1967/95         | 1946                       |                            |                                              | 1967/95 wieder elektrifiziert                                                         |
| Meuselwitz–Regis-Breitingen                                | 900            | 14,017   |             |                                                  |                         | 1997                       |                            | Bahnstrecke Regis-Breitingen–Meuselwitz      | ehem. Grubenbahn, heute Museumsbetrieb                                                |

### Österreich
| Abschnitt                                            | Spur- weite mm | Länge km | erbaut Jahr    | Stromsystem         | elek- trifiziert (Jahr) | entelek- trifiziert (Jahr) | Strecke                              | Bemerkung                                                                                |
| ---------------------------------------------------- | -------------- | -------- | -------------- | ------------------- | ----------------------- | -------------------------- | ------------------------------------ | ---------------------------------------------------------------------------------------- |
| Mödling – Hinterbrühl                                | 1000           | 4,5      | 1883           | 550 V =             | 1883                    |                            | Lokalbahn Mödling–Hinterbrühl        | 1932 stillgelegt                                                                         |
| Salzburg – Staatsgrenze bei Hangender Stein / Parsch | 1435           | 17       | 1886 1892 1907 | 800 V =             | 1909                    |                            | Bahnstrecke Salzburg–Hangender Stein | 1938, 1953 stillgelegt                                                                   |
| Mariazell – Gußwerk                                  | 760            | 7        | 1906           | 6,5 kV / 25 Hz ~    | 1911                    |                            | Mariazellerbahn                      | 1988 stillgelegt                                                                         |
| Trofaiach – Vordernberg Markt                        | 1435           | 9        | 1872 (1891)    | 15 kV / 16 2/3 Hz ~ | 1963 (1988)             |                            | Erzbergbahn                          | 2001 Verkehr eingestellt, 2011 stillgelegt (Vordernberg – Vordernberg-Markt Museumsbahn) |
| Abzw Lambach 1 – Haag am Hausruck                    | 1435           | 21,89    | 1901           | 750 V =             | 1938                    |                            | Bahnstrecke Lambach–Haag am Hausruck | 2009 stillgelegt                                                                         |
| Leobersdorf – Wittmannsdorf                          | 1435           | 2,5      | 1877           | 15 kV / 16 2/3 Hz ~ | 1957                    | 2018                       | Leobersdorfer Bahn                   |                                                                                          |

### Schweiz
| Bahnstrecke                              | Spur- weite mm | Länge km | erbaut Jahr | Stromsystem                                   | elek- trifiziert (Jahr) | entelek- trifiziert (Jahr) | Betrieb durch             | Bemerkung |
| ---------------------------------------- | -------------- | -------- | ----------- | --------------------------------------------- | ----------------------- | -------------------------- | ------------------------- | --- |
| Zürich Seebach–Wettingen                 | 1435           | 19,4     | 1877        | 15 kV 50 Hz~ ab 11. Nov. 1905 15 kV 15 Hz ~   | 1905–1907               | 1909                       | SBB, MFO                  | Versuchsbetrieb, 1944 mit 15 kV 16⅔ Hz ~ erneut elektrifiziert                                                                  |
| Sissach–Gelterkinden                     | 1000           | 3,1      | 1891        | 500–550 V =                                   | 1891                    | 1915                       | Sissach-Gelterkinden-Bahn | 1916 Betrieb eingestellt |
| Riffelalp–Riffelalp Hotel                | 800            | 0,5      | 1899        | 500–550 V 40 Hz Δ                             | 1899                    | 1961                       | Riffelalptram             | 1961 Betrieb eingestellt, seit 2001 Betrieb mit Akkumulatoren                                                                   |
| Kupferhammer–Kriens                      | 1435           | 2,9      | 1886        | 600 V =                                       | 1926                    | 1968                       | Kriens-Luzern-Bahn        | Güterverkehr, 2012 Betrieb eingestellt, neue Zufahrt über Horw                                                                  |
| Oberwald–Gletsch–Realp                   | 1000           | 17,8     | 1915–1926   | 11 kV 16⅔ Hz ~                                | 1941–1942               | 1981                       | Furka-Oberalp-Bahn        | Museumsbahn (Dampfbahn Furka-Bergstrecke)                                                                                       |
| Lenzburg-Spitzkehre–Wildegg              | 1435           | 4,0      | 1895        | 5500 V 25 Hz ~ ab 1. Okt. 1930 15 kV 16⅔ Hz ~ | 1910                    | 1981                       | SBB                       | Strecke aufgehoben, Lenzburg-Spitzkehre–Lenzburg Industrie, seither Industriegleis                                              |
| Gümmenen–Laupen                          | 1435           | 4,6      | 1904        | 15 kV 16,7 Hz ~                               | 1938                    | 1995                       | Sensetalbahn              | Fahrleitung abgebrochen, 2003 Betrieb eingestellt                                                                               |
| Boncourt–Delle                           | 1435           | 1,6      | 1872        | 15 kV 16,7 Hz ~                               | 1933                    | 1996                       | SBB                       | 2006 mit 15 kV 16,7 Hz ~ erneut elektrifiziert                                                                                  |
| Solothurn–Büren an der Aare              | 1435           | 25,5     | 1876        | 15 kV 16,7 Hz ~                               | 1944                    | 2000                       | SBB                       | Fahrleitung abgebaut, ab 2003 Nebengleis des Bahnhofs Solothurn                                                                 |
| Sumiswald-Grünen–Wasen im Emmental       | 1435           | 5,2      | 1908        | 15 kV 16,7 Hz ~                               | 1945                    | 2009                       | BLS AG                    | Fahrleitung abgebaut, seither Anschlussgleis bis km 2,03                                                                        |
| Locarno-Ponte-Brolla-Bignasco-Bahn (LPB) | 1000           | 27,1     | 02.09.1907  | 5000 V 20 Hz Wechselstrom                     | 02.09.1907              | 1965                       |                           | * ab 1923 mit 1200 V Gleichstrom * 1965 Stilllegung * Stadtstrecke Locarno Stazione–Locarno S. Antonio 800 V 20 Hz Wechselstrom |

### Schweden
| Bahnstrecke                                                        | Spur- weite mm | Länge km | erbaut Jahr | Stromsystem                | elek- trifiziert (Jahr) | entelek- trifiziert (Jahr) | Strecke wurde                                  | Betrieb durch                   | Bemerkung                               |
| ------------------------------------------------------------------ | -------------- | -------- | ----------- | -------------------------- | ----------------------- | -------------------------- | ---------------------------------------------- | ------------------------------- | --------------------------------------- |
| Klockrike – Borensberg                                             | 891            | 8        | 1907        | 10 kV 25 Hz ~              | 1907                    | 1956                       | verdieselt und abgebaut                        | Mellersta Östergötlands Järnväg | 1908–1915 mit 5 kV 25 Hz elektrifiziert |
| Fornåsa – Motala                                                   | 891            | 15       | 1915        | 10 kV 25 Hz ~              | 1915                    | 1956                       | verdieselt und abgebaut                        | Mellersta Östergötlands Järnväg |                                         |
| Stockholm–Järfva (heute Ulriksdal) Bahnstrecke Stockholm–Sundsvall | 1435           | 7,1      | 1866–94     | 5…22 kV 25 Hz Wechselstrom | 1906                    | 1907                       | 1934 auf 15 kV 16 ⅔ Hz Wechselstrom umgestellt |                                 | Versuchsbetrieb                         |
| Tomteboda–Värtan Bahnstrecke Karlberg/Tomteboda–Värtan             | 1435           | 5,5      | 1882        | 5…22 kV 25 Hz Wechselstrom | 1905                    | 1908                       | 1939 auf 15 kV 16 ⅔ Hz Wechselstrom umgestellt |                                 | Versuchsbetrieb                         |

### Großbritannien
| Bahnstrecke                     | Spur- weite mm | Länge km | erbaut Jahr | Stromsystem    | elek- trifiziert (Jahr) | entelek- trifiziert (Jahr) | Strecke wurde | Betrieb durch                          | Bemerkung                                                                                 |
| ------------------------------- | -------------- | -------- | ----------- | -------------- | ----------------------- | -------------------------- | ------------- | -------------------------------------- | ----------------------------------------------------------------------------------------- |
| Grimsby – Immingham             | 1435           | 8,0      | 1912        | 500 V =        | 1912                    | 1961                       | abgebaut      | Grimsby and Immingham Electric Railway |                                                                                           |
| Swansea – Oystermouth           |                |          | 1807        | 650 V =        | 1928                    | 1960                       | abgebaut      | Swansea and Mumbles Railway            | Bahn mit der höchsten Anzahl an Antriebsarten: Pferd, Segel, Dampf, Strom, Diesel, Benzin |
| Lancaster – Morecambe - Heysham | 1435           |          |             | 6600 V 25 Hz ~ | 1908                    | 1966                       | abgebaut      | Morecambe Branch Line                  |                                                                                           |
| Southend-on-Sea, Southend Pier  | 1067           | 2,0      | 1830        | elektrisch     | 1890                    | 1978                       | verdieselt    | Southend Pier Railway                  |                                                                                           |

### Niederlande
| Bahnstrecke                                    | Spur- weite mm | Länge km | erbaut Jahr | Stromsystem | elek- trifiziert (Jahr) | entelek- trifiziert (Jahr) | Strecke wurde | Betrieb durch          | Bemerkung |
| ---------------------------------------------- | -------------- | -------- | ----------- | ----------- | ----------------------- | -------------------------- | ------------- | ---------------------- | --------- |
| Den Haag Loolaan – Scheveningen (Hofpleinlijn) | 1435           |          | 1908        | 1500 V =    | 1908                    | 1953                       | abgebaut      | Nederlandse Spoorwegen |           |

### Belgien
| Bahnstrecke                                                | Spur- weite mm | Länge km | erbaut Jahr | Stromsystem | elek- trifiziert (Jahr) | entelek- trifiziert (Jahr) | Strecke wurde   | Betrieb durch | Bemerkung |
| ---------------------------------------------------------- | -------------- | -------- | ----------- | ----------- | ----------------------- | -------------------------- | --------------- | ------------- | --------- |
| Brüssel–Etterbeek-Tervuren Linie 160                       | 1435           | 11,2     | 1881        | 1500 V =    | 1931                    | 1970                       | abgebaut        | NMBS          |           |
| Stichstrecke zum Bahnhof Brussel-Thurn en Taxis Linie 28 A | 1435           | 1,4      | 1871        |             | 1958                    | 2000                       | abgebaut (2001) | NMBS          |           |
| Liers–Ans Linie 31                                         | 1435           | 6,4      | 1864        |             | 1976                    | 1984                       | abgebaut (2005) | NMBS          |           |
| Fexhe-le-Haut-Clocher–Ans Linie 36B                        | 1435           | 8,0      | 1939        | 3000 kV     | 1955                    | 1999                       | abgebaut        | NMBS          |           |
| Blaton–Bernissart Linie 80                                 | 1435           | 4,2      | 1876        |             | ja                      | ja                         | abgebaut (1979) | NMBS          |           |

### Frankreich
| Bahnstrecke                                           | Spur- weite mm | Länge km   | erbaut Jahr | Stromsystem              | elek- trifiziert (Jahr) | entelek- trifiziert (Jahr) | Strecke wurde                                             | Betrieb durch                                           | Bemerkung                                 |
| ----------------------------------------------------- | -------------- | ---------- | ----------- | ------------------------ | ----------------------- | -------------------------- | --------------------------------------------------------- | ------------------------------------------------------- | ----------------------------------------- |
| Region Bourgogne-Franche-Comté                        |                |            |             |                          |                         |                            |                                                           |                                                         |                                           |
| Boncourt–Delle                                        | 1435           | 1,6        | 1872        | 15 kV 16,7 Hz ~          | 1933 2006               | 1996 heute                 |                                                           | SBB                                                     | Hans G. Wägli: Schienennetz Schweiz       |
| Region Grand Est                                      |                |            |             |                          |                         |                            |                                                           |                                                         |                                           |
| Fontoy – Audun-le-Tiche                               | 1435           | 21,1       | 1899        | 25 kV 50 Hz ~            | 1962                    | 1999                       | geschlossen                                               | SNCF                                                    |                                           |
| Diedenhofen – Algringen                               | 1000           | 17,7       | 1912        |                          | 1953                    |                            | abgebaut                                                  | Lothringische Eisenbahn-AG                              | Fentschtalbahn                            |
| Novéant – Gorze                                       | 1435           | 6          | 1912        | 750 V Gleichstrom        | 1912                    | 1933                       | abgebaut 1935                                             | Lothringische Eisenbahn-AG                              | Elektrische Bahn Novéant–Gorze            |
| Region Île-de-France                                  |                |            |             |                          |                         |                            |                                                           |                                                         |                                           |
| Saint-Germain-Grande-Ceinture - Saint-Germain-en-Laye | 1435           | 13,3       | 1882        | 750 V                    | 1895 1927               | ?                          | 1936                                                      |                                                         | Stromschiene                              |
| Region Nouvelle-Aquitaine                             |                |            |             |                          |                         |                            |                                                           |                                                         |                                           |
| Pau – Canfranc                                        | 1435           | 57,9       | 1883–1928   | 1500 V Gleichstrom       |                         | 2010                       | von Pau bis Bedous verdieselt, Rest außer Betrieb gesetzt | SNCF                                                    | Bahnstrecke Pau–Canfranc                  |
| Autevielle – Saint-Palais (Pyrénées-Atlantiques)      | 1435           | 10,1       | 1884        | 1500 V Gleichstrom       | 1930                    |                            | außer Betrieb                                             | SNCF                                                    |                                           |
| Bayonne – Saint-Jean-Pied-de-Port                     | 1435           | 52,1       | 1898        | 1500 V Gleichstrom       | 1930–31                 | 2010                       | verdieselt                                                | SNCF                                                    |                                           |
| Biarritz – Biarritz-la-Négresse                       | 1435           | 3,2        | 1907        | 1500 V Gleichstrom       | 1927                    | 1981 ?                     |                                                           | SNCF                                                    |                                           |
| Puyoô – Mauléon                                       | 1435           | 45,6       | 1884        | 1500 V Gleichstrom       | 1930                    | 1971                       | abgebaut                                                  | SNCF                                                    |                                           |
| Département Haute-Vienne                              | 1000           | 318 (Netz) | 1908        | 10 kV 25 Hz Wechselstrom | 1908                    | 1949                       | abgebaut                                                  | Chemins de fer départementaux de la Haute-Vienne (CDHV) | Straßenbahnen im Département Haute-Vienne |
| Region Okzitanien                                     |                |            |             |                          |                         |                            |                                                           |                                                         |                                           |
| Arles-sur-Tech – Prats-de-Mollo Tramway du Vallespir  | 1000           | 28,7       | 1913        | 6 kV 50 Hz ~             | 1913 ?                  | 1937 ?                     | geschlossen                                               | Compagnie des chemins de fer des Pyrénées-Orientales    |                                           |
| Pierrefitte-Nestalas – Cauterets – Luz-Saint-Sauveur  | 1000           | 21,1       | 1897–1901   | 750 Gleichstrom          | 1901                    | 1949                       | abgebaut                                                  | Ch. de fer élec. de Pierrefitte - Cauterets - Luz       | Kleinbahn Pierrefitte–Cauterets–Luz       |
| Pierrefitte-Nestalas – Lourdes                        | 1435           | 20,1       | 1871        | 1500 Gleichstrom ?       | 1913                    |                            | abgebaut                                                  | Compagnie des chemins de fer du Midi 1871–1937          | SNCF 1938–1997                            |
| Lannemezan – Arreau - Cadéac                          | 1435           | 25,1       | 1897        | 1500 Gleichstrom         | 1917–1923               | 1969                       | teilweise abgebaut                                        | Compagnie des chemins de fer du Midi 1871–1937          | SNCF 1938–                                |
| Montréjeau – Bagnères-de-Luchon                       | 1435           | 35,6       | 1873        | 1500 Gleichstrom         | 1925                    | 2014                       |                                                           | Compagnie des chemins de fer du Midi 1871–1937          | SNCF 1938–                                |
| Region Provence-Alpes-Côte d’Azur                     |                |            |             |                          |                         |                            |                                                           |                                                         |                                           |
| Bahnstrecke Cannes–Grasse                             | 1435           | 16,5       | 1871        | 12 kV 25 Hz ~            | 1910 2004               | 1914 in Betrieb            |                                                           | SNCF                                                    | 1910–14 Probeelektrifikation              |
| Limone Piemonte–Ventimiglia                           | 1435           | 65         | 1900–28     | 3600 V 16 ⅔ Hz Drehstrom | 1931–35                 | 1944                       | verdieselt                                                | SNCF                                                    |                                           |

### Italien
| Bahnstrecke                    | Spur- weite mm | Länge km | erbaut Jahr | Stromsystem                               | elek- trifiziert (Jahr) | entelek- trifiziert (Jahr) | Strecke wurde           | Betrieb durch                 | Bemerkung |
| ------------------------------ | -------------- | -------- | ----------- | ----------------------------------------- | ----------------------- | -------------------------- | ----------------------- | ----------------------------- | --------- |
| Region Abruzzen                |                |          |             |                                           |                         |                            |                         |                               |           |
| Pescara–Penne                  | 950            | 36       | 1929        | 2600 V =                                  | 1929                    | 1963                       | stillgelegt             | FEA                           |           |
| Region Aostatal                |                |          |             |                                           |                         |                            |                         |                               |           |
| Aosta–Pré-Saint-Didier         | 1435           | ?        | ?           | 3000 V =                                  | ?                       | ?                          | verdieselt              | FAP                           |           |
| Region Kampanien               |                |          |             |                                           |                         |                            |                         |                               |           |
| Pugliano–Vesuvio               | 1000           | 8        | 1903        | ?                                         | 1903                    | 1955                       | stillgelegt             | Thomas Cook                   |           |
| Region Emilia-Romagna          |                |          |             |                                           |                         |                            |                         |                               |           |
| Modena–Mirandola               | 1435           | 31       | 1932        | 3000 V =                                  | 1932                    | 1964                       | stillgelegt             | SEFTA                         |           |
| Modena–Vignola                 | 1435           | 26       | 1932        | 3000 V =                                  | 1932                    | 1972                       | stillgelegt             | SEFTA                         |           |
| Piacenza–Bettola               | 1435           | 32       | 1932        | 3000 V =                                  | 1932                    | 1967                       | stillgelegt             | SIFT                          |           |
| Rimini–San Marino              | 950            | 33       | 1932        | 3000 V =                                  | 1932                    | 1944                       | stillgelegt             | FS                            |           |
| Region Latium                  |                |          |             |                                           |                         |                            |                         |                               |           |
| Roma–Fiuggi–Alatri–Frosinone   | 950            | 140      | 1916–17     | 1500–1650 V =                             | 1916–17                 |                            | stillgelegt             | ?                             |           |
| Region Lombardei               |                |          |             |                                           |                         |                            |                         |                               |           |
| Bergamo–Piazza Brembana        | 1435           | 41       | 1906        | 6000 V 25 Hz ~                            | 1906                    | 1966                       | stillgelegt             | FVB                           |           |
| Bettole di Varese–Luino        | 1100           | 25       | 1903–05     | 600 V ~ 600 V =                           | 1903–05                 | 1953–55                    | stillgelegt             | Varesina, später SVIE, SVIT   |           |
| Grandate–Malnate               | 1435           | 41       | 1885        | 3000 V =                                  |                         | 1966                       | stillgelegt             | SFT, später FNM               |           |
| Rezzato–Vobarno                | 1435           | 26       | 1897        | 1200 V =                                  | 1929                    | 1967                       | stillgelegt             |                               |           |
| Saronno–Seregno                | 1435           | 14,3     | 1887        | 3000 V =                                  |                         | 1958                       | Diesel (Güterverkehr)   | FNS, später FNM               |           |
| Ponte Tresa–Luino              | 1100           | 13       | 1885        | 600 V =                                   | 1924                    | 1948                       | stillgelegt             | SVIE, später SVIT             |           |
| Voghera–Varzi                  | 1435           | 32       | 1931        | 3000 V =                                  | 1931                    | 1966                       | stillgelegt             | FVV, später FAA               |           |
| Region Piemont                 |                |          |             |                                           |                         |                            |                         |                               |           |
| Bra–Ceva                       | 1435           | 50       | 1874        | 3600 V 16 ⅔ Hz Drehstrom ab 1973 3000 V = | 1935                    | 1994                       | stillgelegt             | FS                            |           |
| Bricherasio–Barge              | 1435           | 12       | 1885        | 3600 V 16 ⅔ Hz Drehstrom                  | 1921                    | 1961                       | stillgelegt (1966–1984) | FS                            |           |
| Ceva–Ormea                     | 1435           | 35       | 1889–93     | 3600 V 16 ⅔ Hz Drehstrom                  | 1938                    | 1973                       | Diesel                  | FS                            |           |
| Cuneo–Boves–Borgo San Dalmazzo | 1435           | 12       | 1887        | 3600 V 16 ⅔ Hz Drehstrom                  | 1931                    | 1960                       | stillgelegt             | FS                            |           |
| Limone Piemonte–Ventimiglia    | 1435           | 65       | 1900–28     | 3600 V 16 ⅔ Hz Drehstrom                  | 1931–35                 | 1944                       | verdieselt              | FS                            |           |
| Region Trentino-Südtirol       |                |          |             |                                           |                         |                            |                         |                               |           |
| Tauferer Bahn                  | 1435           | 15,4     | 1908        | 800 V GS                                  | ?                       | 1957                       | stillgelegt             | FS                            |           |
| Überetscher Bahn               | 1435           | 13       | 1898        | 650 V GS                                  | 1911                    | 1971                       | stillgelegt             | Anonima Ferrovia Transatesina |           |

### Polen
| Bahnstrecke                                              | Spur- weite mm | Länge km | erbaut Jahr | Stromsystem                  | elek- trifiziert (Jahr) | entelek- trifiziert (Jahr) | Strecke wurde | Betrieb durch                          | Bemerkung       |
| -------------------------------------------------------- | -------------- | -------- | ----------- | ---------------------------- | ----------------------- | -------------------------- | ------------- | -------------------------------------- | --------------- |
| Hausdorf–Wüstewaltersdorf (Jugowice–Walim)               | 1435           | 4,7      | 1914-06-22  | 1000 V Gleichstrom           | 1914-06-22              | 1959-10-04                 | 1980-08-12    | Wüstewaltersdorfer Kleinbahn           | ehemals Preußen |
| Lauban–Marklissa (Lubań–Leśna)                           | 1435           | 10,8     | 1896-05-15  | 15 kV 16 2/3 Hz Wechselstrom | 1928-06-22              | 1945                       | 1994          |                                        | ehemals Preußen |
| Niedersalzbrunn–Halbstadt (Szczawienko–Meziměstí)        | 1435           | 34,5     | 1877-05-15  | 15 kV 16 2/3 Hz Wechselstrom | 1914-06-01              | 1945                       |               | Bahnstrecke Wałbrzych–Meziměstí        | ehemals Preußen |
| Ruhbank–Liebau (Sędzisław–Lubawka)                       | 1435           | 15,5     | 1869-12-29  | 15 kV 16 2/3 Hz Wechselstrom | 1921-08-17              | 1945                       |               | Bahnstrecke Sędzisław–Lubawka          | ehemals Preußen |
| Görlitz–Lauban (Zgorzelec–Lubań)                         | 1435           | 26,0     | 1865-09-20  | 15 kV 16 2/3 Hz Wechselstrom | 1923-09-01              | 1945                       |               | Bahnstrecke Zgorzelec–Wałbrzych        | ehemals Preußen |
| Hirschberg–Landeshut (Jelenia Góra–Kamienna Góra)        | 1435           | 40,0     | 1882-05-15  | 15 kV 16 2/3 Hz Wechselstrom | 1932-12-09              | 1945                       | 2000-11-23    | Bahnstrecke Jelenia Góra–Kamienna Góra | ehemals Preußen |
| Erdmannsdorf–Krummhübel (Mysłakowice–Karpacz)            | 1435           | 6,9      | 1895-06-06  | 15 kV 16 2/3 Hz ~            | 1934-06-29              | 1945                       | 2000-11-23    | Riesengebirgsbahn                      | ehemals Preußen |
| Briesen Bahnhof–Briesen Stadt Wąbrzeźno–Wąbrzeźno-Miasto | 1435           | 2,428    | 1898        | 470 V Gleichstrom            | 1898-03-26              | 1959                       |               | Kreisbahn Briesen                      | ehemals Preußen |
| Neustadt in Westpreußen–Rieben (Wejherowo–Rybno)         | 1435           | 12,3     | 1902-11-25  | 3000 V Gleichstrom           | 1986-05-27              | 1992                       | 1994          |                                        |                 |
| Rieben–Elektrownia Jądrowa Zarnowitz (Rybno–Żarnowiec)   | 1435           | 10,1     | 1975        | 3000 V Gleichstrom           | 1986-05-27              | 1992                       | 1994          |                                        |                 |
| Trzebinia–Bolęcin                                        | 1435           | 4,7      | 1899-08-15  | 3000 V Gleichstrom           | 1982-06-30              | 2003                       |               |                                        |                 |
| Bolęcin–Spytkowice                                       | 1435           | 18,7     | 1899-08-15  | 3000 V Gleichstrom           | 1990-10-25              | 2003                       |               |                                        |                 |
| Spytkowice–Wadowice                                      | 1435           | 17,0     | 1899-08-15  | 3000 V Gleichstrom           | 1989-12-22              | 2003                       |               |                                        |                 |

## Außerhalb Europas

### Vereinigte Staaten
siehe: Liste elektrifizierter Bahnstrecken in Nordamerika

### Neuseeland
| Bahnstrecke              | Spur- weite mm | Länge km | erbaut Jahr | Stromsystem        | elek- trifiziert (Jahr) | entelek- trifiziert (Jahr) | Strecke wurde | Betrieb durch | Bemerkung |
| ------------------------ | -------------- | -------- | ----------- | ------------------ | ----------------------- | -------------------------- | ------------- | ------------- | --------- |
| Otira-Tunnel             | 1067           |          | 1923        | 1500 V Gleichstrom | 1923                    | 1997                       |               |               |           |
| Christchurch – Lyttelton | 1067           |          |             | 1500 V =           |                         | 1970                       |               |               |           |